# Samuel Benchetrit
Samuel Benchetrit (Champigny-sur-Marne, 26 giugno 1973) è uno scrittore, sceneggiatore, regista e attore francese di origini marocchine.

## Biografia
Samuel Benchetrit è nato nel 1973 a Champigny-sur-Marne, in un contesto modesto. Suo padre, di origini ebraiche marocchine, era un fabbro, mentre sua madre era una parrucchiera. Ha concluso gli studi all'età di quindici anni e ha iniziato lavorando come assistente fotografo o come usciere nei cinema.
Nel 2000 ha pubblicato il suo primo romanzo, Diario di un cazzeggiatore, e ha realizzato Nouvelles de la tour L, un cortometraggio di nove minuti interpretato da Sami Bouajila. Nel 2003 ha scritto e diretto il suo primo lungometraggio, la commedia Janis et John, nella quale ha recitato sua moglie Marie Trintignant. Nel 2005, all'età di 33 anni, ha iniziato a scrivere una sua autobiografia in cinque volumi intitolata Cronache dall'asfalto. I primi tre volumi sono stati pubblicati rispettivamente nel 2005, nel 2007 e nel 2010.
Nel 2007 ha scritto e diretto il suo secondo lungometraggio, J'ai toujours rêvé d'être un gangster, che gli ha valso il premio alla miglior sceneggiatura al Sundance Film Festival 2008 e il Premio Lumière per la migliore sceneggiatura nel 2009. Nel 2009 ha pubblicato un nuovo romanzo, Le Cœur en dehors, che nello stesso anno ha vinto il Prix Eugène-Dabit du roman populiste. Nel 2011 è uscito il suo lungometraggio Chez Gino, interpretato da José Garcia, al quale ha fatto seguito Un voyage, uscito nel 2014.
Nel 2015 è uscito Il condominio dei cuori infranti, un adattamento cinematografico del primo volume della sua autobiografia Cronache dall'asfalto, interpretato da Isabelle Huppert, Valeria Bruni Tedeschi, Gustave Kervern e Michael Pitt. Il film gli ha valso una candidatura al premio César per il miglior adattamento. Nello stesso anno ha pubblicato il suo romanzo Chien.

### Vita privata
Benchetrit è stato sposato con l'attrice francese Marie Trintignant, dal 1998 al 2003, anno in cui si sono separati. Nello stesso anno, la Trintignant trova la morte per mano di Bertrand Cantat, suo nuovo compagno e leader del gruppo rock Noir Désir. Dalla Trintignant ha avuto un figlio di nome Jules, che ha recitato nei film Chez Gino e Il condominio dei cuori infranti da lui diretti.
Nel 2007 ha avuto una figlia di nome Saül dall'attrice francese Anna Mouglalis, che è comparsa nella locandina del film J'ai toujours rêvé d'être un gangster del padre.
Dal 2018 è sposato con la cantante francese Vanessa Paradis.

## Opere letterarie
- Diario di un cazzeggiatore (Récit d'un branleur) (2000)
- Cronache dall'asfalto (Les Chroniques de l'Asphalte), volume 1 (2005)
- Les Chroniques de l'Asphalte, volume 2 (2007)
- Le Cœur en dehors (2009)
- Les Chroniques de l'Asphalte, volume 3 (2010)
- Chien (2015)
- Ritorna (Reviens)(2018)

## Opere teatrali
- Comédie sur un quai de gare (2001)
- Moins deux (2005)

## Filmografia

### Regista e sceneggiatore
- Nouvelle de la tour L - corto (2000)
- Janis et John (2003)
- J'ai toujours rêvé d'être un gangster (2007)
- Chez Gino (2011)
- Un voyage (2014)
- Il condominio dei cuori infranti (Asphalte) (2015)
- Chien (2017)
- A Letto con Sartre (2021)

### Attore
- Janis et John, regia di Samuel Benchetrit (2003)
- Backstage, regia di Emmanuelle Bercot (2005)
- J'ai toujours rêvé d'être un gangster, regia di Samuel Benchetrit (2007)
- Chez Gino, regia di Samuel Benchetrit (2011)
- Goldman, regia di Christophe Blanc - film TV (2011)
- Un enfant de toi, regia di Jacques Doillon (2012)
- Les Gazelles, regia di Mona Achache (2014)